# Friedrich Wilhelm Jähns
Friedrich Wilhelm Jähns (ur. 2 stycznia 1809 w Berlinie, zm. 8 sierpnia 1888 tamże) – niemiecki nauczyciel śpiewu, pisarz muzyczny i kompozytor.

## Życiorys
Uczył się śpiewu u Eduarda Grella i Charles’a Detroit. Jako chłopiec był członkiem chóru opery królewskiej w Berlinie, zrezygnował jednak z kariery wokalnej i podjął naukę kompozycji u Louisa Gorzizky’ego. W 1835 roku objął stanowisko dyrektora muzyki w Halberstadt. W latach 1845–1870 prowadził założony przez siebie Jähnssche Gesangverein. W 1849 roku został mianowany dyrektorem muzycznym na dworze królewskim w Berlinie. Od 1881 roku uczył śpiewu i deklamacji w berlińskim konserwatorium Xavera Scharwenki.
Zajmował się życiem i twórczością Carla Marii von Webera, zgromadził bogatą kolekcję materiałów dotyczących kompozytora takich jak listy, rękopisy, szkice kompozycji i ich pierwodruki. W 1883 roku zbiór ten został nabyty przez berlińską Königliche Bibliothek. Na podstawie zebranych materiałów Jähns sporządził tematyczny katalog dzieł Webera (Carl Maria von Weber in seinen Werken, Berlin 1871), a także napisał jego biografię (Carl Maria von Weber. Eine Lebensskizze, Lipsk 1873). Jako pierwszy pisarz użył w swoim dziele stworzonego przez Richarda Wagnera terminu Leitmotiv.
Skomponował m.in. zbiór pieśni Schottische Lieder, Trio fortepianowe oraz Grand Sonata na skrzypce i fortepian.